# Corendon Dutch Airlines
Corendon Dutch Airlines — голландская чартерная и регулярная авиакомпания со штаб-квартирой в Бадхуведорпе.  Это дочерняя компания Corendon Airlines и Corendon Airlines Europe.

## История
Corendon Dutch Airlines — голландский филиал Corendon Group , который начал свою деятельность под собственным сертификатом AOC в апреле 2011 года с использованием одного самолёта Boeing 737-800, обслуживающего европейские направления отдыха из аэропорта Амстердама Схипхол и аэропорта Маастрихт-Ахен.

## Направления

### Америка
Бразилия
- Натал (Риу-Гранди-ду-Норти) – Гранди-Натал

Кюрасао
- Виллемстад – Международный аэропорт Кюрасао

### Африка
Кабо-Верде
- Сал – Международный аэропорт имени Амилкара Кабрала

Египет
- Хургада – Хургада (аэропорт)

Гамбия
- Банжул – Банжул-Юндум

### Европа
Болгария
- Бургас – Бургас (аэропорт)

Дания
- Биллунн – Биллунн (аэропорт)
- Копенгаген – Каструп

Греция
- Ираклион – Ираклион (аэропорт)
- Kos – Ипократис
- Родос – Диагорас
- Mytilini – Одиссеас Элитис

Италия
- Трапани – Бирги
- Альгеро  – Фертилла

Нидерладны
- Амстердам – Амстердамский аэропорт Схипхол
- Маастрихт  – Маастрихт/Ахен (аэропорт)

Северная Македония
- Охрид – Святой Апостол Павел (аэропорт)

Португалия
- Фару – Фару (аэропорт)
- Фуншал – Международный аэропорт имени Криштиану Роналду

Испания
- Фуэртевентура – Фуэртевентура (аэропорт)
- Гран-Канария – Гран-Канария (аэропорт)
- Лансароте – Лансароте (аэропорт)
- Тенерифе – Тенерифе-Южный
- Ибица – Ибица (аэропорт)
- Пальма-де-Мальорка – Пальма-де-Мальорка (аэропорт)
- Малага – Малага (аэропорт)

Турция
- Анталья – Анталья (аэропорт)
- Бодрум – Миляс-Бодрум
- Даламан – Даламан (аэропорт)
- Газипаша – Газипаша (аэропорт)
- Измир – Измир (аэропорт)

## Флот

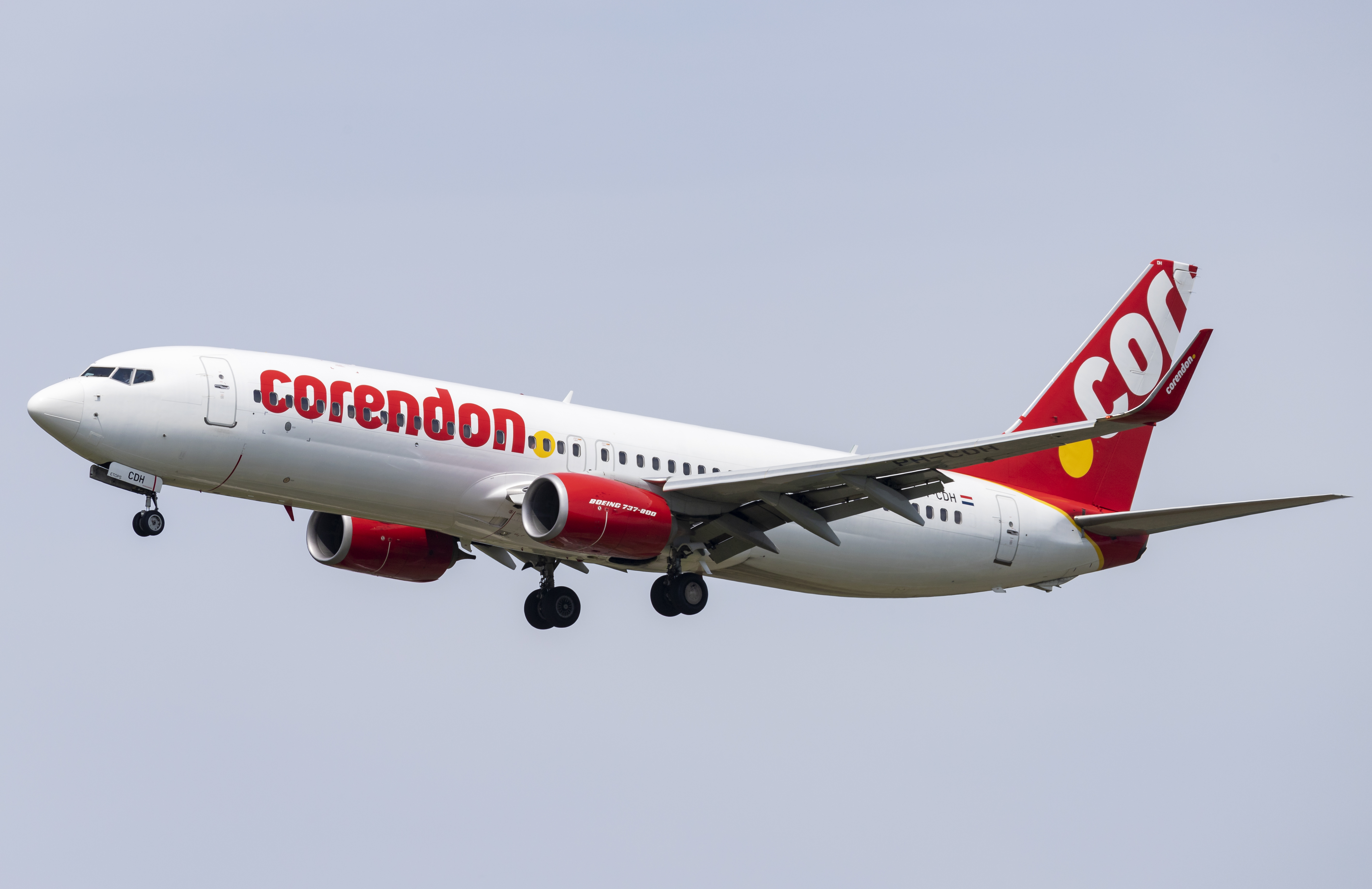
Боинг 737-800 Corendon Dutch Airlines в текущей ливреи

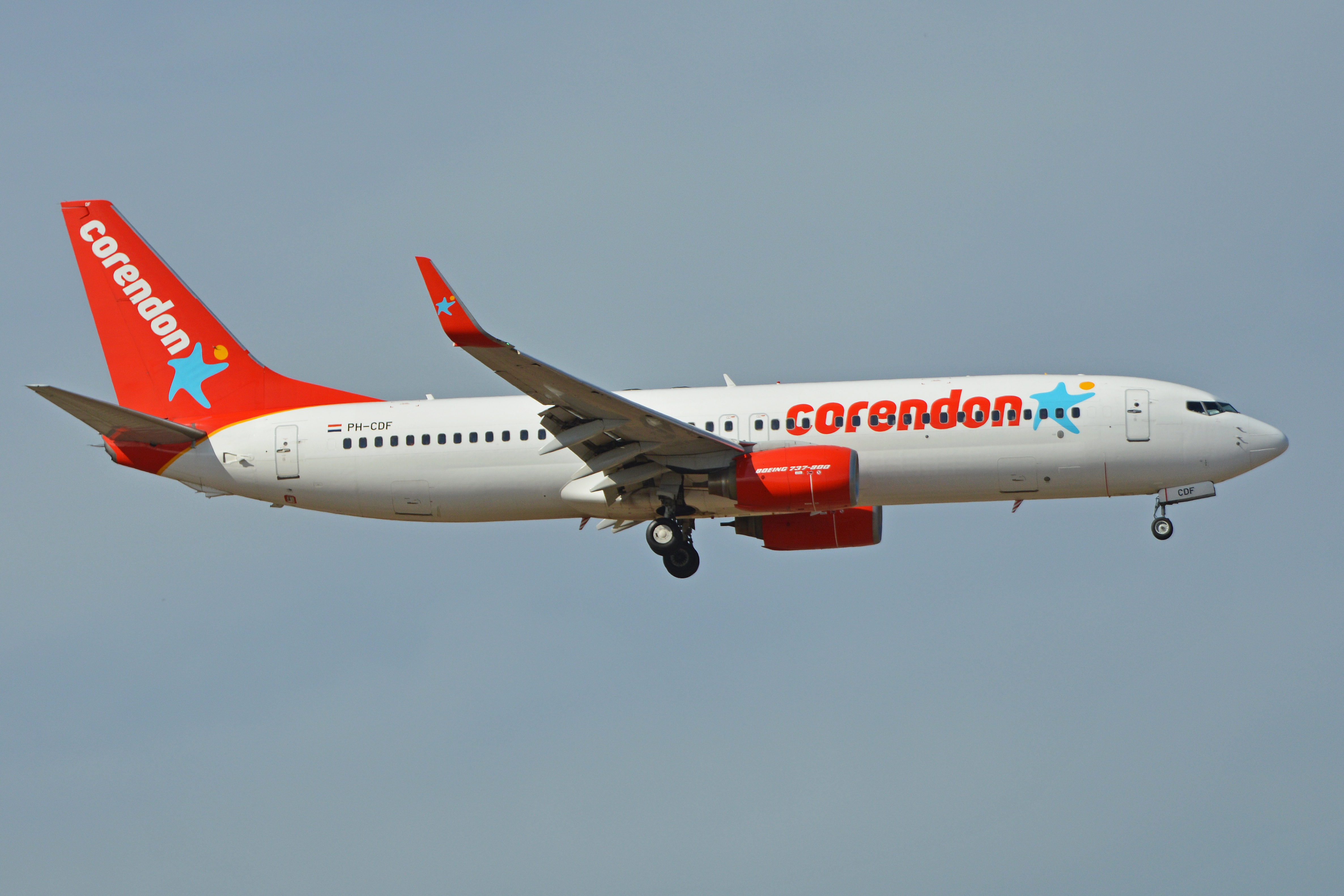
Боинг 737-800 Corendon Dutch Airlines в предыдущей ливреи

По состоянию на октябрь 2023 года парк Corendon Dutch Airlines состоит из следующих самолётов:
| Самолёт          | В наличии | Под заказ | Пассажиры | Примечания                              |
| ---------------- | --------- | --------- | --------- | --------------------------------------- |
| Boeing 737-800   | 3         | —         | 189       | Будет заменен на 737 MAX 9 в 2024 году. |
| Boeing 737 MAX 9 | 1         | 2         | 213       | Ввод в строй в 2023 году.               |
| Всего            | 3         | 3         |           |                                         |